# Bienvenue en Otopia
 (novembre 2024).
Si vous disposez d'ouvrages ou d'articles de référence ou si vous connaissez des sites web de qualité traitant du thème abordé ici, merci de compléter l'article en donnant les références utiles à sa vérifiabilité et en les liant à la section « Notes et références ».
Bienvenue en Otopia (titre original : Keeping it real) est un roman de science-fiction de genre arcanepunk de l'auteur britannique Justina Robson paru en 2006. C'est le premier tome du cycle de Lila Black.

## Résumé
En 2015, une explosion au sein du complexe du Super-Collisionneur SupraConducteur du Texas a créé une brèche au travers du continuum espace-temps sur le site permettant la communication au sein de plusieurs dimensions appelées également royaumes. Désormais le monde des Humains baptisé Otopia côtoie celui des elfes, des faes, des démons et des morts.
En 2021, l'agent Lila Black est affecté sous couverture à la protection de la première rock star d'origine elfique Zal dont la décision de vivre parmi les humains a été accueillie avec grande hostilité par son peuple.

## Les personnages
- Lila Amanda Black, est un agent cybernétique d'origine humaine travaillant pour la Division Information et Reconnaissance (INCON) de l'Agence de Sécurité d'Otopia (OSA). Il y a quelques années, elle faisait partie d'une mission diplomatique envoyée en Alfheim pour la signature d'un traité. Au cours de cette mission et afin de mettre un terme à un trafic d'artefacts magiques, elle s'est aventurée dans des territoires interdits. Démasquée par une faction attachée aux services secrets d'Alfheim, elle a été torturée puis renvoyée sur Otopia dans un état critique. Ses blessures étaient trop importantes pour la médecine d'Otopia. Elle serait décédée si ses employeurs n'avaient pas décidé de faire appel à la robotique pour réparer les dommages. Son corps est désormais constitué de chair et de métal. Les ajouts robotiques intègrent toute une collection d'armes rendant sa puissance comparable à celle d'une petite armée. Son cerveau abrite une Intelligence Artificielle en communication directe avec le réseau de communication et d'information d'Otopia. Elle était jolie, aujourd'hui elle ne sait plus où s'arrête la frontière entre la machine et son humanité. Tout cela ne serait déjà pas facile à vivre au quotidien si en plus elle ne s'était pas engagée dans un Jeu (sorte de magie primitive) avec l'elfe qu'elle est censée protéger.

- Zal, Rock Star d'origine Elfique, membre du groupe No Shows. Il vient du royaume d'Alfheim.

## Les royaumes
- Le Premier Royaume est appelé également Zoomenom. C'est le royaume des éléments. Il est hostile à la vie humaine. On y trouve chaque élément du tableau périodique en abondance et à l'état brut. Il s'interpénètre à de nombreux endroits avec le royaume d'Otopia.
- Le Deuxième Royaume est un Eden immaculé, vierge de toute industrialisation. Alfheim est la terre des elfes. Bien qu'ayant entretenu des relations diplomatiques avec Otopia depuis la "Bombe Quantique", il vient de fermer ses frontières et de cesser toute relation commerciale.
- Le Troisième Royaume se nomme Démonia. Les démons y vivent et, comme les elfes, ils sont très doués dans l'usage de la magie.
- Le Quatrième Royaume se nomme Otopia. C'est la Terre telle que nous la connaissons.
- Le Cinquième Royaume se nomme Thanatopia. Ce lieu n'accepte que les morts en son sein. Les seules informations connues sur ce royaume viennent des nécromants. Il semblerait que les non-morts y guident les morts de tous les royaumes.
- Le Sixième Royaume se nomme Faerie. C'est le royaume des faes. C'est également celui qui a le plus de contacts avec Otopia. On peut en effet y obtenir un visa touristique.